# Roberto Marson
Roberto Marson (29 de junio de 1944-7 de noviembre de 2011) fue un deportista italiano que compitió en atletismo adaptado, natación adaptada y esgrima en silla de ruedas. Ganó 26 medallas en los Juegos Paralímpicos de Verano entre los años 1964 y 1976.

## Palmarés internacional
| Juegos Paralímpicos | Juegos Paralímpicos | Juegos Paralímpicos | Juegos Paralímpicos   |
| Año                 | Lugar               | Medalla             | Prueba                |
| ------------------- | ------------------- | ------------------- | --------------------- |
| 1964                | Tokio (Japón)       | Medalla de oro      | Disco C               |
| 1964                | Tokio (Japón)       | Medalla de oro      | Jabalina C            |
| 1964                | Tokio (Japón)       | Medalla de plata    | Eslalon clase abierta |
| 1964                | Tokio (Japón)       | Medalla de plata    | Maza C                |
| 1968                | Tel Aviv (Israel)   | Medalla de oro      | Disco D               |
| 1968                | Tel Aviv (Israel)   | Medalla de oro      | Jabalina D            |
| 1968                | Tel Aviv (Israel)   | Medalla de oro      | Maza D                |
| 1968                | Tel Aviv (Israel)   | Medalla de bronce   | Peso D                |

| Juegos Paralímpicos | Juegos Paralímpicos | Juegos Paralímpicos | Juegos Paralímpicos                 |
| Año                 | Lugar               | Medalla             | Prueba                              |
| ------------------- | ------------------- | ------------------- | ----------------------------------- |
| 1968                | Tel Aviv (Israel)   | Medalla de oro      | 50 m braza clase 5 (cauda equina)   |
| 1968                | Tel Aviv (Israel)   | Medalla de oro      | 50 m espalda clase 5 (cauda equina) |
| 1968                | Tel Aviv (Israel)   | Medalla de oro      | 50 m libre clase 5 (cauda equina)   |

| Juegos Paralímpicos | Juegos Paralímpicos | Juegos Paralímpicos | Juegos Paralímpicos    |
| Año                 | Lugar               | Medalla             | Prueba                 |
| ------------------- | ------------------- | ------------------- | ---------------------- |
| 1964                | Tokio (Japón)       | Medalla de oro      | Espada por equipos     |
| 1964                | Tokio (Japón)       | Medalla de plata    | Espada individual      |
| 1964                | Tokio (Japón)       | Medalla de plata    | Sable individual       |
| 1964                | Tokio (Japón)       | Medalla de bronce   | Sable por equipos      |
| 1968                | Tel Aviv (Israel)   | Medalla de oro      | Florete individual     |
| 1968                | Tel Aviv (Israel)   | Medalla de oro      | Espada individual      |
| 1968                | Tel Aviv (Israel)   | Medalla de oro      | Sable individual       |
| 1968                | Tel Aviv (Israel)   | Medalla de oro      | Florete por equipos    |
| 1968                | Tel Aviv (Israel)   | Medalla de plata    | Espada por equipos     |
| 1968                | Tel Aviv (Israel)   | Medalla de plata    | Sable por equipos      |
| 1972                | Heidelberg (RFA)    | Medalla de oro      | Espada individual      |
| 1972                | Heidelberg (RFA)    | Medalla de oro      | Sable individual       |
| 1972                | Heidelberg (RFA)    | Medalla de oro      | Espada por equipos     |
| 1972                | Heidelberg (RFA)    | Medalla de plata    | Sable por equipos      |
| 1976                | Toronto (Canadá)    | Medalla de bronce   | Espada por equipos 2-5 |